# Marek Piestrak
Marek Piestrak (ur. 31 marca 1938 w Krakowie) – polski reżyser i scenarzysta filmowy.

## Życiorys
W 1961 roku ukończył studia na Wydziale Budownictwa Wodnego Politechniki Gdańskiej, następnie w 1968 studia na Wydziale Reżyserii w łódzkiej Szkole Filmowej PWSTiF. Dyplom uzyskał w 1974. Odbywał praktyki w Hollywood przy filmie Dziecko Rosemary Romana Polańskiego. W latach 1969–1978 zrealizował kilka filmów dokumentalnych.
Zrealizował między innymi takie filmy jak: Test pilota Pirxa, Wilczyca i Klątwa Doliny Węży. Klątwa Doliny Węży została obejrzana w Związku Radzieckim przez 25 mln widzów. 
Jest członkiem Polskiej Akademii Filmowej i Stowarzyszenia Filmowców Polskich. 
Przez krytyków jest porównywany do Eda Wooda, głównie za sprawą źle wykonanych efektów specjalnych. Marek Piestrak uważa porównanie do Wooda za żenujące.
Prywatnie interesuje się himalaizmem – m.in. wziął udział w polsko-amerykańskiej wyprawie na siódmy szczyt świata, nepalski Dhaulagiri (8167 m n.p.m.), gdzie dotarł do wysokości ok. 7000 m n.p.m..

## Filmografia
| Rok       | Tytuł                             | Reżyser             | Scenarzysta | Aktor                                                   | Uwagi                      |
| --------- | --------------------------------- | ------------------- | ----------- | ------------------------------------------------------- | -------------------------- |
| 1965      | Zdarzenie                         | T                   |             |                                                         | etiuda szkolna             |
| 1965      | Pilot station                     | T                   | T           |                                                         | etiuda szkolna             |
| 1966      | Dzień zwycięstwa                  | T                   | T           |                                                         | etiuda szkolna             |
| 1970      | Cicha noc, święta noc             | T                   | T           |                                                         | film fabularno-telewizyjny |
| 1973      | Śledztwo                          | T                   | T           |                                                         | film fabularno-telewizyjny |
| 1974      | Mistrz świata                     | T                   |             |                                                         | film dokumentalny          |
| 1974      | Cień tamtej wiosny                | T                   |             |                                                         | film fabularno-telewizyjny |
| 1976      | Znaki szczególne                  |                     |             | dziennikarz z telewizji na statku (odc. 3)              | serial fabularny           |
| 1978      | Test pilota Pirxa                 | T                   | T           |                                                         | film fabularny             |
| 1980      | Świadek oskarżenia                | T                   | T           |                                                         | spektakl telewizyjny       |
| 1980      | Dzień karawany                    | T                   |             |                                                         | film dokumentalny          |
| 1982      | Wilczyca                          | T                   |             |                                                         | film fabularny             |
| 1985      | Przyłbice i kaptury               | T                   | T           | furtian (rola dubbingowana przez Mariana Kociniaka)     | serial fabularny           |
| 1987      | Klątwa Doliny Węży                | T                   | T           | kapitan znikającego samolotu (nie występuje w napisach) | film fabularny             |
| 1990      | Powrót wilczycy                   | T                   |             |                                                         | film fabularny             |
| 1992      | Łza księcia ciemności             | T                   |             |                                                         | film fabularny             |
| 1993      | Zawodowiec                        | T                   | T           |                                                         | film dokumentalny          |
| 1995      | Akwarium                          | [ a ]               |             | T                                                       | film fabularny             |
| 1995      | Akwarium, czyli samotność szpiega |                     |             | T                                                       | serial telewizyjny         |
| 1997      | Skarb szeryfa                     | T                   |             |                                                         | spektakl telewizyjny       |
| 1997      | Lata i dni                        | T                   |             |                                                         | serial fabularny           |
| 1998–1999 | Życie jak poker                   | (odc. 47-61, 63-67) |             |                                                         | serial fabularny           |
| 1999      | Odlotowe wakacje                  | T                   | T           |                                                         | film fabularny             |
| 2001      | Marszałek Piłsudski               | [ a ]               |             | T                                                       | serial fabularny           |
| 2002–2010 | Samo życie                        | (odc. 575)          |             |                                                         | serial fabularny           |
| 2005      | Emilia                            |                     |             | Iwan                                                    | film fabularny             |

## Nagrody i wyróżnienia
- Nagroda Dziennikarzy (razem z Witoldem Rumlem) na 6. Festiwalu Filmów Morskich w Szczecinie za film Mistrz świata (1974)[5]
- Nagroda FIPRESCI na Międzynarodowym Festiwalu Filmów Sportowych w Oberhausen za film Mistrz świata (1975)[5]
- Nagroda Główna „Złoty Diabeł” i Nagroda Szwajcarskiego Klubu Alpinistycznego na 11. Festiwalu Filmów Alpinistycznych w Les Diablerets za film Dzień karawany (1980)[5]
- Grand Prix „Złoty Asteroid” na 17. Międzynarodowym Festiwalu Filmów Fantastycznych w Trieście za film Test pilota Pirxa (1979)[6]
- Nagroda „Latarnik” na 8. Kołobrzeskim Festiwalu Filmowym „Suspense Film Festival” (2019)[7]
- Nagroda Filmowa Marszałka Województwa Kujawsko-Pomorskiego im. Poli Negri wręczona podczas 8. Przeźrocza Festiwal Filmowy w Bydgoszczy za uznawany za najlepszy horror krajowej kinematografii film Wilczyca (2022)[8]
- Złoty Medal „Zasłużony Kulturze Gloria Artis” (2025)[9]